# ナルニア国
ナルニア国（ナルニアこく、Narnia）は、C・S・ルイスの児童文学「ナルニア国ものがたり」に登場する架空の国。アーケン国の北、荒地地帯の南に位置する国。王都はケア・パラベル。イタリア・ウンブリア州のナルニに由来する。

## 地理
南方をカロールメン砂漠、北方を泥人荒地、西方を世果山脈、東方をアスラン海によって隔離されたナルニア地方のうち、南側の山がちな部分がアーケン国、北側の平野部がナルニア国である。
国土は西と南の山地を除いてはほぼ平野であり、街灯跡野、ドリアード森林地帯をへて、海に至る。
気候は温帯に属するが、北方と山地の一部は亜寒帯に属する。

## 言語と宗教
公用語は英語。宗教は、ナルニア国の創造主であり「海の彼方の大帝の息子」、「森の王」、「王の王」とも呼ばれる巨大なライオン、アスランを信仰するアスラン教。異教の排斥が周辺国、特にカロールメンから批判されている。
魔法が存在するが、用いる事が出来るのはアスランや魔女など一部の者のみ。

## 民族
- 人型種として人間、小人（黒小人、赤小人）、巨人、魔女など。
- 混在種としてセントール（ケンタウロス））、フォーンなど。
- 精霊種としてドリアード（木の精）、ナイアード（水の精）、星の精など。
- 動物種として熊、犬、鷲、アライグマ、ビーバー、猫、ロバ、猿、梟など。
- 水生種として沼人。

## 政治社会
政教一致王政。テルマール占領以来、貴族制がある。王になれるのは人間種だけである。
社会はおおむね安定しているが、小人族は分離独立指向が強い。北方からは巨人国、南方はカロールメンからの脅威があるが、前者が散発的・偶発的なのに対し、後者は計画的にナルニア占領を画策している。ナルニアはそれに対し、要塞を整備しているが、本格的な軍備増強はなされていない。
カロールメンとは宗教的に対立している。その背景に、ナルニアの政教一致政体と、その下でのタシ教排斥がある。カロールメンはその是正を求めているが、ナルニアは一貫して無視しているために、交渉は決裂している。
経済的には余り見るべき産物はない。自給自足であるが、カロールメンへは馬、金銀などを輸出し、油・絨毯などを輸入している。奴隷、および物言う獣の輸出は禁止されている。

## 歴史
創世主アスランがナルニアを含めた全世界を無から作り出した。その際、滅び行く世界「チャーン」から邪悪な女帝ジェイディスが入り込んだがアスランの姿を見ると辺境へ逃れた。アスランはロンドンの馬車屋であったフランクをナルニアの王に就けフランク朝が成立。フランク5世の時、王の次男コールがナルニアの南方を開拓しアーケン国を興した。フランク9世（疾風王）の時、離れ島諸島をナルニア領とした。
やがてフランク朝が衰えると、それに乗じて北方から白い魔女（ジェイディス）が侵入。ナルニアを制圧し、魔法により百年もの間、全土を冬とした。そのため、この時代を「冬の時代」と呼ぶ。魔女は密告と刑罰によって恐怖政治を敷いたため、ナルニアにはレジスタンス運動が発生した。そのレジスタンス運動を指揮したのが、ピーター、スーザン、エドマンド、ルーシーのペベンシー4兄弟姉妹である。彼らは国民の不満を結集し、ついに魔女をベルナで打ち破り(第一次ベルナの戦い)、王都ケア・パラベルを回復、王位に就いた。長兄ピーターは開明君主として評され、“一の王ピーター”とも呼ばれる。ペベンシー朝は北方の巨人族を打ち破り、同盟国であるアーケン国に侵攻したカロールメンを撃退、また海外にまで植民地を建設するなど、ナルニアの黄金時代であった。しかしペベンシー兄弟姉妹は街灯あと野での狩の途中、行方不明になり、ナルニアは混乱期を迎える。
これ以後ナルニアは小国が乱立し、小規模な戦闘が繰り返される時代が続いたが、その分立状態にピリオドを打ったのがカスピアン1世率いるテルマールによる占領である。テルマール人は、もと南太平洋の海賊で、とある島の洞穴を経てナルニアの西方テルマールに移り住んだ者達の子孫である。ナルニアを掌握した彼らはベルナに新都を築き、人間以外を弾圧する政策を進めたため、小人や獣達は地下に潜る。カスピアン9世の弟ミラースは、実兄である王を暗殺し王位に就いた。その後、実子が生まれた事をきっかけに、王位継承権を持つカスピアン9世の実子カスピアン10世の暗殺を試みるが、カスピアン10世はかろうじて王宮を脱出し、レジスタンスに身を投じる。カスピアン10世はペベンシー兄弟の助けを得て、叔父ミラースを破り(第二次ベルナの戦い)、もの言う獣達の国を再建。また、朝びらき丸に乗り込み、この世の東の果てを目指した航海王としても知られる。
以降王朝はカスピアン10世の子リリアンから、その来孫エルリアンまで200年以上続くが、エルリアンの子チリアン王の時に「アスランとその従者」を僭称する毛ザルのヨコシマ、ロバのトマドイ（トマドイがライオンの皮を被った）がカロールメンと通じ侵攻を手助けする。ケア・パラベルが陥落し、ナルニアはカロールメン領になるかと思われた。しかし、ナルニアの存在する世界そのものが終わりの時を迎え、ナルニア人、アーケン人、カロールメン人のどれも等しく滅びた。